# いずみ尚
いずみ 尚（いずみ ひさし、1962年8月9日 - ）は、日本の俳優、声優、ナレーター。秋田県大館市出身。東京俳優生活協同組合所属。旧芸名に泉 尚摯（いずみ しょうじ）、ヰズミ（いずみ）。

## 略歴
子供の頃は住んでいる所は平地であったが、山の中で育ったため、山の中を走ったり、秘密基地を作ったりしていた。
子供の頃からテレビを見て、役者が芝居をしていたの見て「こういうのいいな」と思っていた。大館市立城南小学校を経て、大館市立第一中学校に進学後の中学生ぐらいはブルース・リーの映画が好きで、『燃えよドラゴン』が公開されていた時は洋画専門の映画館に行けず、少し時間が経ち、『ドラゴン危機一発』、『ドラゴン怒りの鉄拳』を「もう1人で見に行けるぞ」と言われ映画館で観に行っていた。その時に併映されていたスティーブ・マックイーンとダスティン・ホフマンが出演していた『パピヨン』も観に行き、「あっ、こういう道に進みたい」と思ったという。
秋田県立大館鳳鳴高等学校に進学後、成績は右肩下がりをしてしまい、「やっぱりやりたいこともあるしな」と高校2年生の時に見ていた専門学校の本に掲載されていた横浜放送映画専門学院（現・日本映画大学）演劇科に7期生として入学。その頃は漠然と何も分からい子供だったことから「映画俳優がいいか、テレビ俳優がいいか」と悩んでいたという。
同映画専門学院卒業後、俳優の道に進もうとして事務所に所属。たまに小さい撮影の仕事もあったが、「はい、お疲れ様」といった感じで全然仕事に繋がらず、全国の学校回りの芝居をしていた。その後は小劇団に所属して、新劇の舞台活動をしていた。
当時は映放部があったため、たまにテレビドラマに出演していた。しかしいかんせん後に繋がらず、「役者として全然分かっていなかったな」という点が多数あった。当時は借金もあったため「さて、どうしようか。とりあえずバイトしなきゃな」「一回清算しないといけないな」ということでアルバイトをしていた。
その後、劇団の先輩から子供ショーの手伝いを勧められ、チームの人物に立ち回りを教えて貰いながら行っていた。その後先輩の知り合いが設立した事務所に所属し、子供番組のキャラクターの着ぐるみを担当していた。その時は外回りが多かったが、ロケに行くと危ないことが何度かあり、死にそうな思いもしたことから「これは歳食って出来る仕事じゃねえな」と悟った。
その後、子供番組のキャラクターの着ぐるみをしていた流れでフジテレビの夕方の5分の帯で放送されていたキャラクターの着ぐるみを担当していた。その時に所属していた事務所を退所した後、そのキャラクターの声を演じていた声優から「舞台やるんだけどさ、出る気ある?」と誘われる。その延長線上でその声優が声優学校の主任をしており、「うち来ない?」と声を掛けた。その時は声優の世界で全く経験がなく、目指していた芝居もセリフに頼らない芝居であったたため、「できますかね?」と不安になったが、「教えるから大丈夫だよ」と返され、声優としての活動を始める。
以前は大坂事務所、ケッケコーポレーションに所属していた。

## 人物
声域はハイバリトン。方言は秋田弁。特技は和太鼓、ギター弾き語り。
兄がいる。

## 出演

### テレビドラマ
- 泉さんの冒険[14]（泉さん / 主演）
- おじいちゃんは25歳（無線、医師）
- 女ふたり捜査官スペシャル（喫茶店店員）
- 恋、した。（課長）
- JKは雪女（妖怪）
- 書店員ミチルの身の上話（バス添乗員）
- 太平記（石堂十馬）
- 妻たちの課外授業（オカマバーのママ）
- 鉄道むすめ『京成電鉄 中山ゆかり編』（利用客）
- HAPPY SALVAGE ハッピィサルベージ（司会者）
- 港古志郎警視III（医師、弁護士）

### 映画
- うた魂♪（合唱コンクール司会）
- エンカク会議室[15]（部長）
- おっさんずぶるーす[16] / 全く最近のおやじモンときたら… / たそがれのあとに ※オムニバス映画
- コラソンdeメロン（アパート管理人）
- Surface[17]（南畑町一心）
- JAWS IN JAPAN ジョーズ・イン・ジャパン（コテージ管理人）
- 東京橙景[18]（演出家 大野泰章）

### CM
- 公共広告機構
- たけのこの里（松本潤〈嵐〉の隣の社員）
- 最強どん兵衛（web / アンミカ編）
- JRA（瑛太に声を掛ける漁師）
- レッドブル（ナレーション）
- ゼロデナイト（ナレーション）

### テレビアニメ
1997年
- さくらももこ劇場 コジコジ（1997年 - 1999年、ドーデス、おかめの司会者、次郎たちが想像したロバート、地蔵、天野川男 他）
- MAZE☆爆熱時空（サモナ）
- マスターモスキートン'99（賢者、騎士、カカシB）

1998年
- カードキャプターさくら（先生、店長）
- ジェネレイターガウル（クモ男、警官1、警備員B、国語教師、うどん警官トメオカ 他）
- 星方武侠アウトロースター（主催者、クレープ屋）
- 花さか天使テンテンくん（ジョニー浜岡）

1999年
- コレクター・ユイ（メールマン）
- 星方天使エンジェルリンクス（マラテスタ、ドゥーエ、ナホトカ号船長、砲術担当、係員）
- それゆけ!宇宙戦艦ヤマモト・ヨーコ（村人A）
- 地球防衛企業ダイ・ガード（石塚智美、西島、防衛ショー、市民）
- HUNTER×HUNTER（第1作）（ゼンジ、バス運転手、志願者）

2000年
- こちら葛飾区亀有公園前派出所（セニョール蛸田、猿飛佐助平、ナポリタンズ、中川三亀松、シマゴカ共和国大統領 他）
- ドキドキ♡伝説 魔法陣グルグル（ヌシタ、ミャロ）
- トランスフォーマー カーロボット（ジェイファイブ / JRX、大西博士）
- はじめの一歩（2000年 - 2013年、レフェリー、国内戦レフェリー、沖縄会長）- 4シリーズ
- ビックリマン2000（金縛大魔王）
- ファーブル先生は名探偵（ベルモンド伯爵）

2001年
- 仰天人間バトシーラー（キンダールマ師）
- 魔法戦士リウイ（隊長）

2002年
- 満月をさがして（肉屋のおやじ）
- ホイッスル!（尾花沢監督）
- 遊☆戯☆王デュエルモンスターズ（ビッグ5）

2003年
- 無限戦記ポトリス（赤魔龍、ザンギエフ / 祈祷師、トルーパーA、親ポトリス、市民たち 他）

2004年
- かいけつゾロリ（警官、司会者）
- サムライチャンプルー（同心 他）
- 鋼の錬金術師（隊長）
- ポケットモンスター アドバンスジェネレーション（パンチョ）
- 妄想代理人（アナウンサー、ヤクザ）

2005年
- ガラスの仮面（風魔鬼平、バーテン）
- 機動新撰組 萌えよ剣 TV（お大尽、弁慶、飴売り）
- CLUSTER EDGE（部隊長、労働者）
- ほとり〜たださいわいを希う。〜（小倉潤）
- まじめにふまじめ かいけつゾロリ（男、町民、ヤギークロー、ブワロ）
- 遊☆戯☆王デュエルモンスターズGX（市ノ瀬）

2006年
- 陰からマモル!（陰守堅護、極悪組組員、コンビニ店員、地底怪獣もぐらす、審査員 他）
- ザ・サード 〜蒼い瞳の少女〜（タンクキラー、暗殺者集団の男、自動歩兵）
- 獣王星（地下都市の男）
- 天保異聞 妖奇士（玉兵）
- NANA（編集長）
- BLACK CAT（トウマ＝フドウ、ガンマン、運転手）
- よみがえる空 -RESCUE WINGS-（広沢徹、岡田）

2007年
- GR-GIANT ROBO-（エグゼクター2、男、鐔光徳、PMC司令）
- REIDEEN（田中政務官、漁師B）

2008年
- アリソンとリリア（ジェイク）
- Mnemosyne-ムネモシュネの娘たち-（若頭）
- ワールド・デストラクション 〜世界撲滅の六人〜（管理人）

2009年
- 地獄少女 三鼎（百鬼乱獄）

2011年
- ブレイド（警官、ハンター）

2013年
- はたらく魔王さま！（テレビレポーター）
- ナノ・インベーダーズ（オーナー、司会者）

2017年
- クレヨンしんちゃん（怪人、同級生B）

2018年
- されど罪人は竜と踊る（ヤナン・ガラン、サーベイ）
- つくもがみ貸します（宗右衛門）
- 新幹線変形ロボ シンカリオン（アキタの祖父）
- ゴールデンカムイ（谷垣の父）

2019年
- イナズマイレブン オリオンの刻印（フラッシュ・ハニワ）

2020年
- 神之塔 -Tower of God-（管理人）

### OVA
1996年
- エンジェル伝説（白石）

1998年
- 教科書にないッ!（山岸〈用務員〉、ヤクザ、ナレーション）
- 聖少女艦隊バージンフリート（ニュースアナ、大使館員A、記者、軍人、鈴木）

1999年
- てなもんやボイジャーズ（刑事、署長、ディーラー）

2001年
- R.O.D -READ OR DIE-（アメリカ合衆国大統領）

2002年
- 魔法のスターマジカルエミ 雲光る（医者）

2003年
- はじめの一歩 間柴vs木村 死刑執行（レフェリー）

2014年
- アベンジャーズ コンフィデンシャル: ブラック・ウィドウ & パニッシャー（レン）

### Webアニメ
- BASTARD!! -暗黒の破壊神-（2022年、ジオ・ノート・ソート）
- BASTARD!! -暗黒の破壊神-地獄の鎮魂歌編（2023年、ジオ・ノート・ソート）

### ゲーム
1997年
- 真説サムライスピリッツ武士道烈伝

1998年
- Code R（松尾宏司）
- 金田一少年の事件簿 星見島 悲しみの復讐鬼（大山征二、司会者）

1999年
- アランドラ2 魔進化の謎
- リモートコントロールダンディ

2000年
- さくらももこ劇場 コジコジ（ドーデス）

2002年
- スーパーロボット大戦IMPACT

2005年
- イレギュラーハンターX（ブーメル・クワンガー）
- 怪盗スライクーパー2（ディミトリ）
- THE 鑑識官（剣崎検事）
- プリンセスメーカー4（クライス）
- ロマンシング サガ -ミンストレルソング-（赤魔道士&ミニオン）

2006年
- マイネリーベII〜誇りと正義と愛〜
- ロックマンロックマン（ファイヤーマン）
- ワイルドアームズ ザ フィフスヴァンガード

2009年
- サイキン恋シテル?（喜多沢寿郎）

2012年
- タイムトラベラーズ（ドクロの運転手）

2013年
- 逆転裁判5（亜内文武）
- ティアーズ・トゥ・ティアラII 覇王の末裔（シモン）
- SILENT HILL: BOOK OF MEMORIES

2014年
- ファイナルファンタジーXIV: 新生エオルゼア（ロロリト）
- Enkeltbillet（ケビン・ネロ）

2015年
- ファイアーエムブレムif（ゾーラ）
- モンスターハンタークロス

2016年
- 逆転裁判6（亜内文武）

2018年
- ドラゴンクエストビルダーズ2 破壊神シドーとからっぽの島（ハーゴン）

2021年
- 逆転裁判 VR20号事件（宇武砂典界）

### ドラマCD
- イタズラなKiss（菅原）
- 頭文字D 番外編 〜ドリキン青春グラフティー〜（記者）
- 海ニ眠ル花（内藤数馬）
- オーロラのカーテン（高橋部長）
- 陰からマモル! バナナスペシャル（陰守堅護）
- Crashers Knight&Ran（猿渡高官）
- Crashers Knight&RanII 〜海に眠る夢〜（船長）

### ラジオドラマ
- あ、安部礼司
- SOUNDS OF STORY〜ASADA JIRO LIBRARY〜（リーディング）
- オール・マイ・ラヴィング
- Tales of WONDERGROUND
- Tokyo Sub Stories
- 逆転裁判5 〜逆転のアニマルサーカス!?〜（亜内文武）

### ラジオCM
- 埼玉土建一般労働組合
- 東芝ビデオ
- 日産レンタカー サウンド・ロゴ
- 南天のど飴

### 吹き替え

#### 映画（吹き替え）
- イエスマン “YES”は人生のパスワード（ノーマン）
- ウォンタクの天使（ソクチョ〈チャン・ソクジョ〉）
- 最後の陰謀 THE LAST WILL（ルイージ）
- スターダスト（セカンダス）
- スパングリッシュ 太陽の国から来たママのこと
- スピード・レーサー
- ゾンビ・ストリッパーズ（カッシュフェルド博士）
- 007 カジノ・ロワイヤル（アレックス・ディミトリオス〈シモン・アブカリアン〉）※ソフト版
- 父親たちの星条旗
- トランスポーター2（ディミトリ〈ジェイソン・フレミング〉）※ソフト版
- トロピック・サンダー/史上最低の作戦（デミアン・コックバーン〈スティーヴ・クーガン〉）
- バンテージ・ポイント（スアレス〈サイード・タグマウイ〉）
- ブッシュ（ポール・ウォルフォウィッツ国防副長官、トニー・ブレア英首相、アリ・フライシャー大統領報道官 他）
- ブルース・オールマイティ（サンドイッチ売り）
- マーベル・シネマティック・ユニバース
  - アイアンマン ※劇場公開版
  - アベンジャーズ/インフィニティ・ウォー（エボニー・マウ〈トム・ヴォーン＝ローラー〉[25]）
  - アベンジャーズ/エンドゲーム（エボニー・マウ〈トム・ヴォーン＝ローラー〉[26]）
- マイティ・ハート/愛と絆（バシール）
- M:i:III（キンブロー）※劇場公開版
- ワールズ・エンド 酔っぱらいが世界を救う!（オリヴァー・チェンバレン〈マーティン・フリーマン〉）

#### ドラマ
- 愛してると云って（オ常務〈パク・グァンジョン〉）
- CSI:科学捜査班（ヴァルタン刑事〈アレックス・カーター〉、クリス、カジノ副支配人 他）
- CSI:マイアミ（カスパロフ）
- 太王四神記
- 特殊能力捜査官 ペインキラー・ジェーン（ジェラルド・モーガン）
- のだめカンタービレ in ヨーロッパ（外国人パート）
- BONES（ハロルド・オーバーマイヤー、アラン・スパジアノ）
- ホワイトカラー（ポール・サリバン、ロドリゴ）

#### アニメ
- アベンジャーズ 地球最強のヒーロー（ロキ、ニック・フューリー、ホークアイ）
- ウォレスとグルミット 野菜畑で大ピンチ!
- オジー&ドリックス（シルヴィアン、マクシムス警部）
- ガーフィールドと仲間たち（ピエロのビンキー 他）
- シャーロットのおくりもの（テンプルトン）
- スター・ウォーズ/クローン・ウォーズ5（ミーバー・ガスコン）
- スポンジ・ボブ/スクエアパンツ ザ・ムービー
- ティム・バートンのコープスブライド（ポール・ヘッド・ウェイター）
- トムとジェリー 火星へ行く（グロブ 他）
- バービーの王女と村娘（ニック、予定係）
- ホワット・イフ...?（エボニー・マウ）
- マウス・タウン ロディとリタの大冒険（スパイク）
- Mr.インクレディブル（バーニー・クロップ、飛び降り男）
- ミュータント・タートルズ（2013年版）（スネー草）

### 人形劇
- フラグルロック（おはなしおばさん、ジョー、デイブ・グロール、アナウンサー）

### ナレーション、ボイスオーバー
- アナザーストーリーズ 運命の分岐点（ジャッキー・ジャクソン、井伏鱒二）
- 映っちゃった映像GP
- NHKスペシャル
- NNNドキュメント
- 鴎外の恋人（石黒忠悳、ペータース博士、ゲルハルト・ケーター）
- 風の街のアリス（ウサギ）
- クイズプレゼンバラエティー Qさま!!
- 建築家のアスリートたち
- ザ・プロファイラー 〜夢と野望の人生〜（アラビアのロレンス、顕如）
- ザ・ベストハウス123
- 昭和・平成 鉄道の時代
- 真相報道 バンキシャ!
- SMAP×SMAP
- 世界遺産 時を刻む
- 世界一受けたい授業（バリー・マーシャル博士）
- 世界一周 魅惑の鉄道紀行
- 世界の秘境で日本料理
- 世界ふれあい街歩き『ウィーン 〜オーストリア〜』（市長 他）
- 戦国鍋TV 〜なんとなく歴史が学べる映像〜
- 大胆MAP2007年7月27日『教科書に出てくるすごい人の子孫 全部見せます！篤姫と同じ時代に生きた偉人SP』
- "小さな世界"の大引っ越し『大阪大学外国語学部』（司馬遼太郎）
- 地球VOCE
- トヨタECOスペシャル『奇跡の海を行く! 僕たちの地球大航海』（科学者、政府役人、カヌー学校校長 他）
- トヨタECOスペシャル『太陽が生んだ奇跡！灼熱！アフリカ大紀行』
- 日曜ビッグバラエティ『仰天ニッポン滞在記』シリーズ
- news every.
- NEWS ZERO
- はっけん たいけん だいすき! しまじろう（ナレーション、実況アナ、解説者）
- しまじろう ヘソカ（ナレーション、ピーマン）
- フランケンシュタインの誘惑 科学史 闇の事件簿
- 報道ステーション
- ホテルの窓から（天の声）
- 学べるニュース
- 森の力
- 夢の扉 〜NEXT DOOR〜『古着から再生エネルギーを作り出して行きたい』（社員）
- ワールドWaveモーニング（ソニー・ロリンズ、アフマディネジャド 他）
- 和風総本家

### その他
- 虹色オーケストラ（博士、マダラメ教授）
- パチスロあしたのジョー2（丹下段平）
- CR逆転裁判